# Paraoxon
A paraoxon sárga színű olajos folyadék (fp. 169–170 °C) enyhe gyümölcsös illattal. Vízzel rosszul keveredik és lassan reagál vele, éterben oldódik. Rendkívül mérgező: hatása eléri a szarinénak a 70%-át. A bőrön át könnyen felszívódik. Az egykori dél-afrikai apartheid rezsim Project Coast(en) vegyifegyver-programjában politikai gyilkosság elkövetésére szolgáló fegyverként szerepelt.

## Hatásmód
Oxonnak(en) olyan vegyületet nevezünk, melyben az anyagcsere során egy foszforhoz kapcsolódó kénatom oxigénatommal helyettesítődik, és az így keletkezett vegyületnek van aktív hatása a szervezetben.
A paraoxon a paration(en) metabolitja(en). Erősen gátolja az acetilkolin-észteráz enzimet, ezáltal megakadályozza az acetilkolin lebontását. A felszaporodó acetilkolin a szívizom muszkarin-receptorain keresztül hatva megbénítja a szív izmait.

## Felhasználás
A parationt rovarirtóként használják még ma is, bár egyre ritkábban, mert a rovarokon kívül sok élőlényre – köztük az emberre – is veszélyes.
Más acetilkolin-észteráz gátlókhoz(en) hasonlóan a paraoxont is alkalmazzák zöldhályog elleni szemcseppekben. Az acetilkolin a szem nikotinreceptoraira(en) hat, mely (a szívre gyakorolt hatásával épp ellentétesen) aktivizálja a szem sejtjeit, ezen keresztül a folyadékáramlást, ami csökkenti a szemnyomást.

## Gyógyszerkészítmények[4]
Önállóan:
- Chinorta
- Chinorto
- Ester 25
- Eticol
- Fosfakol
- Mintaco
- Mintacol
- Mintisal
- Miotisal
- Miotisal A
- Paroxan
- Pestox 101
- Soluglacit
- Soluglaucit

Kombinációban:
- Mios

Magyarországon nincs forgalomban paraoxon-tartalmú készítmény.

## Fordítás
- Ez a szócikk részben vagy egészben  a   Paraoxon című angol Wikipédia-szócikk fordításán alapul.  Az eredeti cikk szerkesztőit annak laptörténete sorolja fel. Ez a jelzés csupán a megfogalmazás eredetét és a szerzői jogokat jelzi, nem szolgál a cikkben szereplő információk forrásmegjelöléseként.
- Ez a szócikk részben vagy egészben  az   Acetylcholine című angol Wikipédia-szócikk fordításán alapul.  Az eredeti cikk szerkesztőit annak laptörténete sorolja fel. Ez a jelzés csupán a megfogalmazás eredetét és a szerzői jogokat jelzi, nem szolgál a cikkben szereplő információk forrásmegjelöléseként.